# Сдвоенные пешки
|   | a | b | c | d | e | f | g | h |   |
| - | --- | --- | --- | --- | --- | --- | --- | --- | - |
| 8 | b6 чёрная пешка · d6 чёрная пешка · e6 чёрный король · d5 чёрная пешка · d4 белая пешка · g4 белая пешка · c3 белый король · g3 белая пешка · g2 белая пешка | b6 чёрная пешка · d6 чёрная пешка · e6 чёрный король · d5 чёрная пешка · d4 белая пешка · g4 белая пешка · c3 белый король · g3 белая пешка · g2 белая пешка | b6 чёрная пешка · d6 чёрная пешка · e6 чёрный король · d5 чёрная пешка · d4 белая пешка · g4 белая пешка · c3 белый король · g3 белая пешка · g2 белая пешка | b6 чёрная пешка · d6 чёрная пешка · e6 чёрный король · d5 чёрная пешка · d4 белая пешка · g4 белая пешка · c3 белый король · g3 белая пешка · g2 белая пешка | b6 чёрная пешка · d6 чёрная пешка · e6 чёрный король · d5 чёрная пешка · d4 белая пешка · g4 белая пешка · c3 белый король · g3 белая пешка · g2 белая пешка | b6 чёрная пешка · d6 чёрная пешка · e6 чёрный король · d5 чёрная пешка · d4 белая пешка · g4 белая пешка · c3 белый король · g3 белая пешка · g2 белая пешка | b6 чёрная пешка · d6 чёрная пешка · e6 чёрный король · d5 чёрная пешка · d4 белая пешка · g4 белая пешка · c3 белый король · g3 белая пешка · g2 белая пешка | b6 чёрная пешка · d6 чёрная пешка · e6 чёрный король · d5 чёрная пешка · d4 белая пешка · g4 белая пешка · c3 белый король · g3 белая пешка · g2 белая пешка | 8 |
| 7 | b6 чёрная пешка · d6 чёрная пешка · e6 чёрный король · d5 чёрная пешка · d4 белая пешка · g4 белая пешка · c3 белый король · g3 белая пешка · g2 белая пешка | b6 чёрная пешка · d6 чёрная пешка · e6 чёрный король · d5 чёрная пешка · d4 белая пешка · g4 белая пешка · c3 белый король · g3 белая пешка · g2 белая пешка | b6 чёрная пешка · d6 чёрная пешка · e6 чёрный король · d5 чёрная пешка · d4 белая пешка · g4 белая пешка · c3 белый король · g3 белая пешка · g2 белая пешка | b6 чёрная пешка · d6 чёрная пешка · e6 чёрный король · d5 чёрная пешка · d4 белая пешка · g4 белая пешка · c3 белый король · g3 белая пешка · g2 белая пешка | b6 чёрная пешка · d6 чёрная пешка · e6 чёрный король · d5 чёрная пешка · d4 белая пешка · g4 белая пешка · c3 белый король · g3 белая пешка · g2 белая пешка | b6 чёрная пешка · d6 чёрная пешка · e6 чёрный король · d5 чёрная пешка · d4 белая пешка · g4 белая пешка · c3 белый король · g3 белая пешка · g2 белая пешка | b6 чёрная пешка · d6 чёрная пешка · e6 чёрный король · d5 чёрная пешка · d4 белая пешка · g4 белая пешка · c3 белый король · g3 белая пешка · g2 белая пешка | b6 чёрная пешка · d6 чёрная пешка · e6 чёрный король · d5 чёрная пешка · d4 белая пешка · g4 белая пешка · c3 белый король · g3 белая пешка · g2 белая пешка | 7 |
| 6 | b6 чёрная пешка · d6 чёрная пешка · e6 чёрный король · d5 чёрная пешка · d4 белая пешка · g4 белая пешка · c3 белый король · g3 белая пешка · g2 белая пешка | b6 чёрная пешка · d6 чёрная пешка · e6 чёрный король · d5 чёрная пешка · d4 белая пешка · g4 белая пешка · c3 белый король · g3 белая пешка · g2 белая пешка | b6 чёрная пешка · d6 чёрная пешка · e6 чёрный король · d5 чёрная пешка · d4 белая пешка · g4 белая пешка · c3 белый король · g3 белая пешка · g2 белая пешка | b6 чёрная пешка · d6 чёрная пешка · e6 чёрный король · d5 чёрная пешка · d4 белая пешка · g4 белая пешка · c3 белый король · g3 белая пешка · g2 белая пешка | b6 чёрная пешка · d6 чёрная пешка · e6 чёрный король · d5 чёрная пешка · d4 белая пешка · g4 белая пешка · c3 белый король · g3 белая пешка · g2 белая пешка | b6 чёрная пешка · d6 чёрная пешка · e6 чёрный король · d5 чёрная пешка · d4 белая пешка · g4 белая пешка · c3 белый король · g3 белая пешка · g2 белая пешка | b6 чёрная пешка · d6 чёрная пешка · e6 чёрный король · d5 чёрная пешка · d4 белая пешка · g4 белая пешка · c3 белый король · g3 белая пешка · g2 белая пешка | b6 чёрная пешка · d6 чёрная пешка · e6 чёрный король · d5 чёрная пешка · d4 белая пешка · g4 белая пешка · c3 белый король · g3 белая пешка · g2 белая пешка | 6 |
| 5 | b6 чёрная пешка · d6 чёрная пешка · e6 чёрный король · d5 чёрная пешка · d4 белая пешка · g4 белая пешка · c3 белый король · g3 белая пешка · g2 белая пешка | b6 чёрная пешка · d6 чёрная пешка · e6 чёрный король · d5 чёрная пешка · d4 белая пешка · g4 белая пешка · c3 белый король · g3 белая пешка · g2 белая пешка | b6 чёрная пешка · d6 чёрная пешка · e6 чёрный король · d5 чёрная пешка · d4 белая пешка · g4 белая пешка · c3 белый король · g3 белая пешка · g2 белая пешка | b6 чёрная пешка · d6 чёрная пешка · e6 чёрный король · d5 чёрная пешка · d4 белая пешка · g4 белая пешка · c3 белый король · g3 белая пешка · g2 белая пешка | b6 чёрная пешка · d6 чёрная пешка · e6 чёрный король · d5 чёрная пешка · d4 белая пешка · g4 белая пешка · c3 белый король · g3 белая пешка · g2 белая пешка | b6 чёрная пешка · d6 чёрная пешка · e6 чёрный король · d5 чёрная пешка · d4 белая пешка · g4 белая пешка · c3 белый король · g3 белая пешка · g2 белая пешка | b6 чёрная пешка · d6 чёрная пешка · e6 чёрный король · d5 чёрная пешка · d4 белая пешка · g4 белая пешка · c3 белый король · g3 белая пешка · g2 белая пешка | b6 чёрная пешка · d6 чёрная пешка · e6 чёрный король · d5 чёрная пешка · d4 белая пешка · g4 белая пешка · c3 белый король · g3 белая пешка · g2 белая пешка | 5 |
| 4 | b6 чёрная пешка · d6 чёрная пешка · e6 чёрный король · d5 чёрная пешка · d4 белая пешка · g4 белая пешка · c3 белый король · g3 белая пешка · g2 белая пешка | b6 чёрная пешка · d6 чёрная пешка · e6 чёрный король · d5 чёрная пешка · d4 белая пешка · g4 белая пешка · c3 белый король · g3 белая пешка · g2 белая пешка | b6 чёрная пешка · d6 чёрная пешка · e6 чёрный король · d5 чёрная пешка · d4 белая пешка · g4 белая пешка · c3 белый король · g3 белая пешка · g2 белая пешка | b6 чёрная пешка · d6 чёрная пешка · e6 чёрный король · d5 чёрная пешка · d4 белая пешка · g4 белая пешка · c3 белый король · g3 белая пешка · g2 белая пешка | b6 чёрная пешка · d6 чёрная пешка · e6 чёрный король · d5 чёрная пешка · d4 белая пешка · g4 белая пешка · c3 белый король · g3 белая пешка · g2 белая пешка | b6 чёрная пешка · d6 чёрная пешка · e6 чёрный король · d5 чёрная пешка · d4 белая пешка · g4 белая пешка · c3 белый король · g3 белая пешка · g2 белая пешка | b6 чёрная пешка · d6 чёрная пешка · e6 чёрный король · d5 чёрная пешка · d4 белая пешка · g4 белая пешка · c3 белый король · g3 белая пешка · g2 белая пешка | b6 чёрная пешка · d6 чёрная пешка · e6 чёрный король · d5 чёрная пешка · d4 белая пешка · g4 белая пешка · c3 белый король · g3 белая пешка · g2 белая пешка | 4 |
| 3 | b6 чёрная пешка · d6 чёрная пешка · e6 чёрный король · d5 чёрная пешка · d4 белая пешка · g4 белая пешка · c3 белый король · g3 белая пешка · g2 белая пешка | b6 чёрная пешка · d6 чёрная пешка · e6 чёрный король · d5 чёрная пешка · d4 белая пешка · g4 белая пешка · c3 белый король · g3 белая пешка · g2 белая пешка | b6 чёрная пешка · d6 чёрная пешка · e6 чёрный король · d5 чёрная пешка · d4 белая пешка · g4 белая пешка · c3 белый король · g3 белая пешка · g2 белая пешка | b6 чёрная пешка · d6 чёрная пешка · e6 чёрный король · d5 чёрная пешка · d4 белая пешка · g4 белая пешка · c3 белый король · g3 белая пешка · g2 белая пешка | b6 чёрная пешка · d6 чёрная пешка · e6 чёрный король · d5 чёрная пешка · d4 белая пешка · g4 белая пешка · c3 белый король · g3 белая пешка · g2 белая пешка | b6 чёрная пешка · d6 чёрная пешка · e6 чёрный король · d5 чёрная пешка · d4 белая пешка · g4 белая пешка · c3 белый король · g3 белая пешка · g2 белая пешка | b6 чёрная пешка · d6 чёрная пешка · e6 чёрный король · d5 чёрная пешка · d4 белая пешка · g4 белая пешка · c3 белый король · g3 белая пешка · g2 белая пешка | b6 чёрная пешка · d6 чёрная пешка · e6 чёрный король · d5 чёрная пешка · d4 белая пешка · g4 белая пешка · c3 белый король · g3 белая пешка · g2 белая пешка | 3 |
| 2 | b6 чёрная пешка · d6 чёрная пешка · e6 чёрный король · d5 чёрная пешка · d4 белая пешка · g4 белая пешка · c3 белый король · g3 белая пешка · g2 белая пешка | b6 чёрная пешка · d6 чёрная пешка · e6 чёрный король · d5 чёрная пешка · d4 белая пешка · g4 белая пешка · c3 белый король · g3 белая пешка · g2 белая пешка | b6 чёрная пешка · d6 чёрная пешка · e6 чёрный король · d5 чёрная пешка · d4 белая пешка · g4 белая пешка · c3 белый король · g3 белая пешка · g2 белая пешка | b6 чёрная пешка · d6 чёрная пешка · e6 чёрный король · d5 чёрная пешка · d4 белая пешка · g4 белая пешка · c3 белый король · g3 белая пешка · g2 белая пешка | b6 чёрная пешка · d6 чёрная пешка · e6 чёрный король · d5 чёрная пешка · d4 белая пешка · g4 белая пешка · c3 белый король · g3 белая пешка · g2 белая пешка | b6 чёрная пешка · d6 чёрная пешка · e6 чёрный король · d5 чёрная пешка · d4 белая пешка · g4 белая пешка · c3 белый король · g3 белая пешка · g2 белая пешка | b6 чёрная пешка · d6 чёрная пешка · e6 чёрный король · d5 чёрная пешка · d4 белая пешка · g4 белая пешка · c3 белый король · g3 белая пешка · g2 белая пешка | b6 чёрная пешка · d6 чёрная пешка · e6 чёрный король · d5 чёрная пешка · d4 белая пешка · g4 белая пешка · c3 белый король · g3 белая пешка · g2 белая пешка | 2 |
| 1 | b6 чёрная пешка · d6 чёрная пешка · e6 чёрный король · d5 чёрная пешка · d4 белая пешка · g4 белая пешка · c3 белый король · g3 белая пешка · g2 белая пешка | b6 чёрная пешка · d6 чёрная пешка · e6 чёрный король · d5 чёрная пешка · d4 белая пешка · g4 белая пешка · c3 белый король · g3 белая пешка · g2 белая пешка | b6 чёрная пешка · d6 чёрная пешка · e6 чёрный король · d5 чёрная пешка · d4 белая пешка · g4 белая пешка · c3 белый король · g3 белая пешка · g2 белая пешка | b6 чёрная пешка · d6 чёрная пешка · e6 чёрный король · d5 чёрная пешка · d4 белая пешка · g4 белая пешка · c3 белый король · g3 белая пешка · g2 белая пешка | b6 чёрная пешка · d6 чёрная пешка · e6 чёрный король · d5 чёрная пешка · d4 белая пешка · g4 белая пешка · c3 белый король · g3 белая пешка · g2 белая пешка | b6 чёрная пешка · d6 чёрная пешка · e6 чёрный король · d5 чёрная пешка · d4 белая пешка · g4 белая пешка · c3 белый король · g3 белая пешка · g2 белая пешка | b6 чёрная пешка · d6 чёрная пешка · e6 чёрный король · d5 чёрная пешка · d4 белая пешка · g4 белая пешка · c3 белый король · g3 белая пешка · g2 белая пешка | b6 чёрная пешка · d6 чёрная пешка · e6 чёрный король · d5 чёрная пешка · d4 белая пешка · g4 белая пешка · c3 белый король · g3 белая пешка · g2 белая пешка | 1 |
|   | a | b | c | d | e | f | g | h |   |

Сдво́енные (стро́енные, счетверённые) пешки — шахматный термин, обозначающий пешечную структуру, характеризующуюся расположением двух (трёх, четырёх) пешек одной стороны на одной вертикали.
Сдвоенные (строенные) пешки, как правило, являются существенной слабостью стороны, особенно в эндшпиле. Сдвоенные пешки обладают меньшей подвижностью, они больше подвержены нападению неприятельских фигур. Особенно слабы изолированные сдвоенные пешки. Передняя сдвоенная пешка не может быть защищена с тыла. Наличие сдвоенных пешек затрудняет, а иногда делает и невозможным образование проходной.
Строенные пешки в шахматах иногда называют «светофором».